# Klotbergartshällarna vid Slättemossa

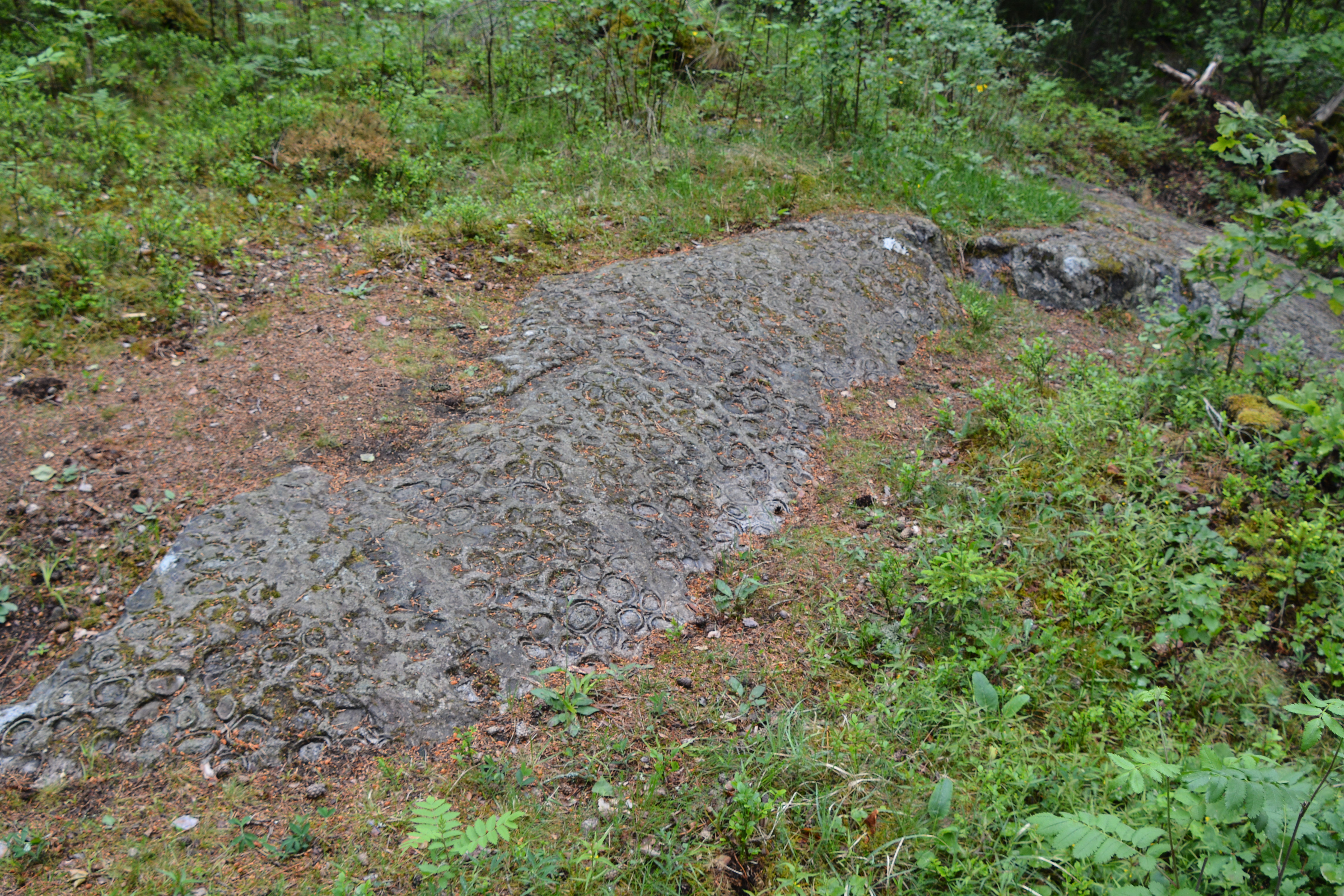
Klotgranithäll i Slättemossa.

Klotbergartshällarna vid Slättemossa är Sveriges enda lokaliserade förekomst av en klotbergart i fast klyft. Den senaste inlandsisen har där slipat ned berget så att tvärsnitt av granitbollarna har blivit synliga på två berghällar, som ligger 50 meter från varandra och var och en är mindre än 20 kvadratmeter. Detta gör att berget ser ut som att tusentals ögon stirrar på besökaren. 
Hällarna ligger öster om byn Slättemossa i Järeda socken i Hultsfreds kommun. Förekomsten publicerades av Nils Olof Holst och Fredrik Eichstädt 1884  samt Helge Bäckström 1894. Klotberggranit är beskrivet och modellerat av Anders Lindh och Helena Näsström.
Det block av klotbergart som finns på Evolutionsmuseet i Uppsala kommer troligtvis från Slättemossa.